# カール・ヴァン・ベートーヴェン
カール・ヴァン・ベートーヴェン（Karl van Beethoven 1806年9月4日 - 1858年4月13日）は、カスパール・アントン・カール・ヴァン・ベートーヴェンとヨハンナ・ヴァン・ベートーヴェン（旧姓ライス）との間の唯一の子どもで、作曲家のルートヴィヒ・ヴァン・ベートーヴェンの甥。彼は父の死後に母親と伯父との間で繰り広げられた、憎しみ合いの親権闘争の中心人物として記憶されている。

## 出自
祖父のヨハンはフランドル系ドイツ人の音楽家、教師、歌手であった。ヨハンはマリア・マグダレーナ・ケフェリヒと結婚して7人の子を儲け、うち3人が成人することができた。ルートヴィヒ、カスパール・アントン・カール、ニコラウス・ヨハンである。
カールの母親であるヨハンナ・ライスは、1806年5月25日にカスパールと結婚した際には既に妊娠6か月であった。カールは3か月後の1806年9月4日に誕生している。

## 親権争い

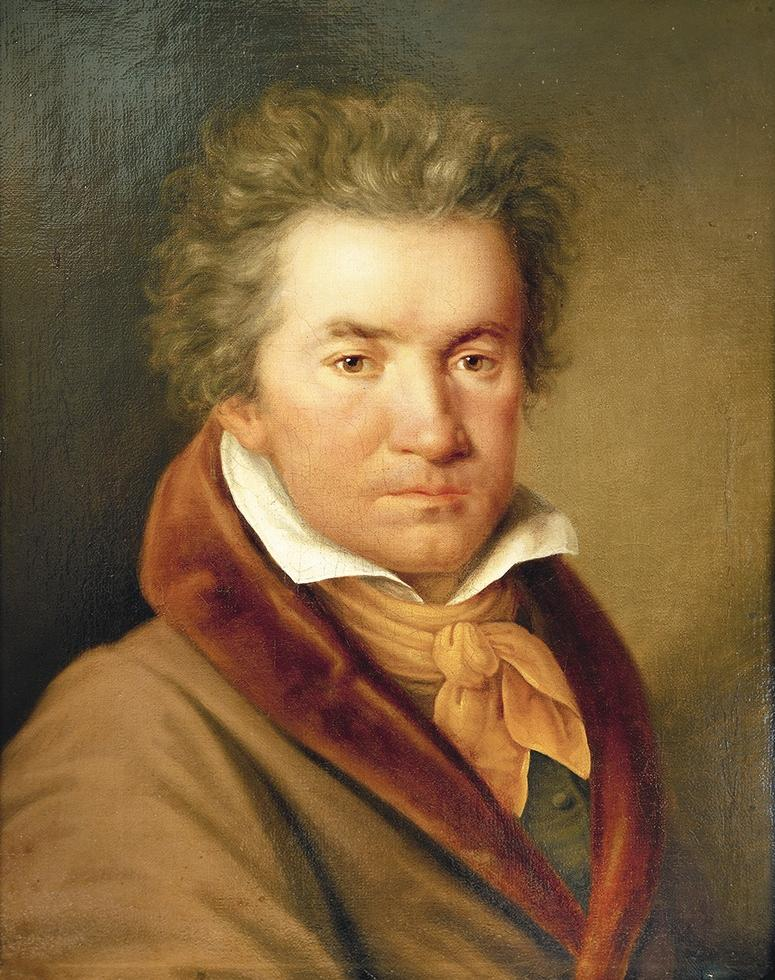
弟のカスパールが死去した1815年のルートヴィヒ・ヴァン・ベートーヴェン。

カスパールが1815年に他界すると、その兄のルートヴィヒはヨハンナに対し、彼女の息子であるカールの単独親権を求めて法的行動を起こそうとした。ルートヴィヒはヨハンナが母親として不適格で不道徳であると考えていた。加えて、父のカスパールは1815年11月14日付の彼の最後の遺言書の第5条に、カールの親権を兄に与えると記していた。「私はルートヴィヒ・ヴァン・ベートーヴェンを我が息子カールの後見人とする（略）」という記述である。カスパールの死の2日前に作成された遺言の原本には次のようにあった。「妻に加え、私は兄のルートヴィヒ・ヴァン・ベートーヴェンを共同後見人に任命する。」ルートヴィヒは「妻に加え」と「共同-」という文言に異を唱え、これらを削除させた。後年、彼はこう回想することになる。「これは弟にさせねばならないことでした。なぜなら子どもの教育という重要事において、あのような悪辣な女性と一緒にされるようなことは望まなかったからです。」
しかし、修正後にカスパールは補足条項を作成した。そこには「[我が妻と兄が]我が子の福祉のために円満たることを神がお許し賜わんことを。」と記されたのである。彼の死から4日が経ち、ヨハンナとルートヴィヒがカールの共同後見人になる。ルートヴィヒはただちに帝国王立州法廷に対して、単独の後見人となることを求める請願書を提出した。これに伴い1816年1月9日、州法廷はカールの親権を伯父に与える決定を下した。カールの母と伯父との間の親権闘争は、ここから1820年に至るまで続いていくことになる。
数多くの法定審理はカールの精神にとって大きな打撃となった。1815年の父の死の直後に証言を強要されただけではなく、1816年に伯父が親権を獲得すると母に会うことを禁じられた。カールがこの命令に背くと、警察の手で強制的に伯父の家に連れ戻された。ルートヴィヒは使用人たちに、母親との接触をわずかなものに、もしくは皆無にすることはカールのためになると言いつけていた。伯父の後見の下、10代のカールは様々な学校に入学することになる。ピアニストで作曲家のカール・チェルニーによるピアノ・レッスンも受けさせられた。チェルニーから、カールには音楽的能力、才能がほとんどないと聞かされたルートヴィヒは憤慨した。ルートヴィヒに近い多数の友人が甥のための争いを止めるよう懇願したが、彼はこの少年の父になることに取りつかれていた。執心の割には、カールが怠け者で不正直であると看做されていたことは特筆される。一方のカールの側では、彼の人生に起こった出来事、そして直接的に受けた影響に一致するかのように反抗的な態度と性格の発達を見せていった。一例として、ルートヴィヒがヨハンナに対して継続的に侮辱をまくし立てたことが、カールの人生に「よくない」もしくは「有害な」存在となり、カールに同じような「よくない」[母親への]共感を生んでしまったかのように思われる。また、上訴審の聴取が近づくと成績表は劇的に悪くなった。
この行動が原因で、ルートヴィヒは1817年から1818年にかけてカールをウィーンのジアンナタジオ・デル・リオ（Giannatasio del Rio）寄宿校、1819年にはペンジオナート・ブレフリンガー（Pensionat Blöchlinger）へ入れた。カールの母親が彼に会いに学校へ向かうと、校長が出て伯父から彼女にカールの勉学の邪魔をさせないように頼まれていると伝えた。ルートヴィヒは、ヨハンナが自分の同意なしにはカールに会えないようにする禁止命令を求めるようになる。これにひどく立腹したヨハンナは、ルートヴィヒに対して数件の法定訴訟を起こしていく。実のところ、ルートヴィヒの執着は弟の最後の遺言を守ろうとすることにあった。「私が強く愛する兄は最も偉大かつ最も寛大なやり方で、真なる兄弟愛をもって幾度も私を助けてくれたので、いずれは幾度も私に示してくれた愛、並びに友情を我が子カールに届けてくれる、そして私は兄の高貴な心に最大の自信と全幅の信頼をもって期待をかけるのである; 兄が我が子の情操教育と将来のキャリアのために、持てる力の全てを注いでくれると信じており、また私には兄がこの願いを断ることはないことがわかっている。」

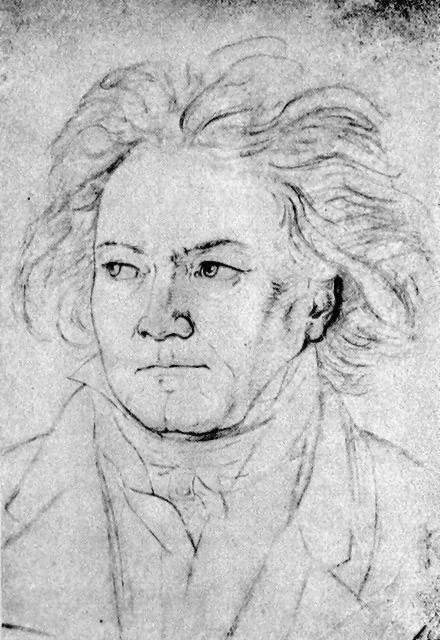
ルートヴィヒ・ヴァン・ベートーヴェン、1818年。

ヨハンナは1818年の9月、10月に、ルートヴィヒに対して3件の訴訟を起こした。毎回、彼女の請願は却下された。同じ時期にあたる1818年12月には、カールが伯父の使用人のひとりを口汚く罵り、金を盗んだと報告がなされた。子どもの手に負えない態度にもかかわらず、伯父は彼に対して誠実で愛情豊かな世話を継続した。1825年5月27日にカールへ宛てた手紙において、彼は「我が息子」と書きはじめ、署名には「貴方の善き、誠実な父」と書き添えている。このことは、親権闘争とその規則に対するカールの不服を押しとどめられなかった。カールはルートヴィヒの家から幾度も逃走するのだが、そのうちのある回では、ヨハンナはルートヴィヒを法廷へ連れ戻し、彼には息子の幸福に対する配慮が欠けている旨の立証を試みている。州法廷はヨハンナ、ルートヴィヒ、カールを招集し、1818年12月11日に聴取を行っている。誰と一緒に暮らしたいかと問われたカールは、叔父は自分に良くしてくれていると明かし、もし間を取り持ってくれる人が入るのであれば、叔父と暮らすことを選択すると述べた。
ルートヴィヒ側の落ち度のため、裁判はウィーン治安判事のもとへ移され、聴取は1819年1月11日に行われた。このとき、カールは母と共にいた。治安判事が裁定を検討する間、ルートヴィヒはカールを国外にこっそり連れだそうと画策、ルドルフ大公の力添えを嘆願しさえしていた。彼はさらに治安判事の審議委員であるマティアス・フォン・トゥッシャーに対し、カールの共同後見人となってくれるよう持ち掛けていた。裁判所は共同後見を認めたが、フォン・トゥッシャーがカールを追い払うよう進言すると、ルートヴィヒは友人関係を断ち、単独後見を回復したのであった。これにより、治安判事はルートヴィヒを敗訴とし、カールが「[伯父の]気まぐれの対象となり、ある教育機関から別の場所へとボールの如くあちこち飛ばされ」ている、と述べた。1819年9月17日、裁判所はヨハンナに共同後見に加えてカールの親権を与える命令を下した。
ルートヴィヒはウィーンを代表する弁護士を得て、決定に対して控訴するという報復を行った。裁定を覆さんとする試みのため、彼は判事や上訴裁判所の2人の人物に接触して「私的な会話」を行った。ルートヴィヒは手紙にこう書いている。「このような不測の事態は、我々の市民世界を刺激して不承認を突き付けられるに違いありません。」1820年4月8日に裁判所は彼に有利な判決を下し、再びカールはルートヴィヒと友人のカール・ペータースの共同後見の既定の下に入ることになった。ヨハンナの皇帝への直々の抗弁もむなしく命令は維持され、カールはブレフリンガー校へと送り戻されることになった。カールはたちまち脱走したが、本人の意思に反する形で連れ戻された。1820年に法廷闘争が最終的に決着した時点で、ヨハンナは息子の親権について全権を失ったことになる。
カールのもうひとりの叔父であるニコラウスは、数年後の1825年6月10日に彼に手紙をしたため、状況に関する助言を行おうとしている。「とはいえ、これまでに伯父が貴方にしてくれたこと全部を考えたとしたら、彼が貴方に代わって10,000フローリンを超える支出をしてくれたことに気づくに違いありませんが、そこへあなたが彼にしでかした厄介事や悲しみときたら!若い時にはそうしたものは見えないものですが、大きくなったらもっとよく理解できるようになりますよ（略）。」
著名な伯父とのカールの生活は散々な不幸に迎えられたが、カールが1825年に19歳で言語の勉強のためにウィーン大学に入学すると、それもお終いとなった。一見、人生の方向性を見失っていたかのようであったが、彼には取引関係に卓越した才能があった。これを見込み、伯父はカールを自らの財政取引業務担当に就けた。大学在学中にルートヴィヒは田舎へ越していったのだが、カールの一挙手一投足には目を光らせていた。ときには自分の友人を雇い、カールを偵察させたのであった。

## 自殺の企て

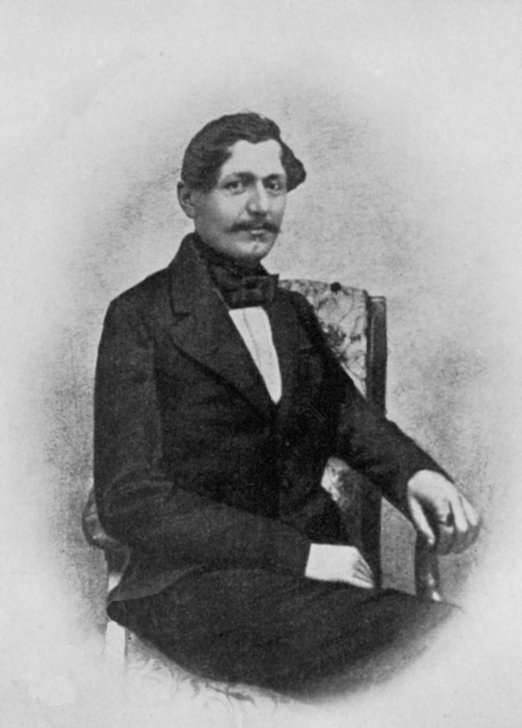
後年のカール。自殺未遂によりつけた傷を隠すため、頭髪をこめかみの上に被せるようにしている。

カールが軍隊でのキャリアを探っているという事実が明らかになり、伯父は怒りを爆発させた。すっかり悲嘆にくれたカールは、1826年7月に自殺を企図して拳銃を購入する。7月29日には時計を質に入れて2丁目の拳銃を入手する。2丁の拳銃と火薬を携えてバーデン・バイ・ウィーンにあるラウヘンシュタイン城址（英語版）へと登り、両方の銃へ装填するとひとつめを頭部へ向けて発砲した。1発目は完全に外れてしまう。2つ目を構えたカールはこれも発砲し、弾丸がこめかみをかすめた。翌日、荷馬車の運転手に発見されたカールは、自分を母の家に連れて行ってくれるように頼んだ。自殺未遂と義妹の家への搬送を希望したという知らせは、伯父のルートヴィヒを深く悩ませた。警察がカールに尋問した際、彼の返答は「伯父に苦しめられ過ぎた」また「伯父が私に良くなるよう願ったことが原因で私は悪くなっていた」というものだった。
自殺企図により、カールは宗教的カウンセリングを勧められ病院に収容された。9月に解放された彼は、伯父から従軍のためにボヘミアへ赴くことを許可される。彼の出発のひと月前に伯父の健康状態が悪化した。カールは1826年12月まで伯父の側について過ごした。カールが出立した翌日に、ルートヴィヒは最後の遺言状をしたため、財産を全てカールに委ねると記載した。
カールは頭髪をこめかみに被せて自殺未遂によりできた傷を隠すようになる。カールが従軍中の1827年3月26日に、ルートヴィヒ・ヴァン・ベートーヴェンは永眠した。カールは葬儀に出席するため、3日後に帰省した。

## 晩年
カールは1832年に退役し、カロリーネ・バルバラ・シャルロッテ・ナスケ（Caroline Barbara Charlotte Naske）と結婚した。4人の娘、カロリーネ・ヨハンナ（1831年11月5日-1919年8月30日）、マリー・アンナ（1835年8月31日-1891年9月29日）、ガブリエール（1844年3月24日-1914年10月10日）、ヘルミーネ（1852年7月31日-1887年4月7日）と、ひとりの息子ルートヴィヒ・ヨハン（1839年3月31日受洗-1890年から1916年の間）が生まれた。カールは農業用地の管理者として生計を立てようともしたが、夫婦はおじたちから相続した遺産により快適に暮らすことが出来た。カール・ヴァン・ベートーヴェンは肝臓の病により1858年4月13日に51歳でこの世を去った。亡骸は1858年4月15日にシュメルツ墓地（現在のウィーン第15区にあるメルツ公園）に埋葬された。妻のカロリーネは1891年11月15日に、気管炎により、83年の生涯を閉じた。
1903年4月20日にカールの墓は掘り返されている。ロベルト・ホモルカによると、付き添いに来たのはカールの曾孫にあたるラオウル・エミール・ヴァイディンガーだけであったという。彼はこう述べている。「墓はだいたい壁の近くに位置していました。カール・ヴァン・ベートーヴェンが墓石を持っていたかどうか、思い出せません。墓が開けられると、故人が非常に背の高い人物であったに違いないことがわかりました。遺体はよく保存されていました。特に頭を覆う雪のように白い頭髪が目につきました。しかし、ひとたび外気に触れるとたちまちのうちに、何もかもが崩れ落ちていきました。」カールの遺骸は1903年4月20日に、妻と孫娘のオイゲニー・ヴァイディンガーの遺骸とともにドルンバッハ墓地に改葬された。

## 伝記
- Magnani, Luigi (1977). Beethoven's Nephew. ISBN 978-0491016889
- Sterba, Editha (1954). Beethoven and his nephew: A psychoanalytic study of their relationship. ISBN 978-0-8052028-9-2
- Torfs, Ana (1977). Beethoven's Nephew. ISBN 978-2930128115